# Herb gminy Redzikowo
Herb gminy Redzikowo – jeden z symboli gminy Redzikowo, ustanowiony 20 maja 2020, po uprzedniej zgodzie Komisji Heraldycznej.

## Wygląd i symbolika
Herb przedstawia na tarczy koloru białego z czarną obwódką w centralnej części czerwoną głowę gryfa pomorskiego (symbol Pomorza), a pod nią czerwone koło młyńskie, przypominające o elektrowniach wodnych na rzece Słupia. Całość otaczają zielone gałązki, nawiązujące do Parku Krajobrazowego Dolina Słupi.